# Witchmaster
Witchmaster ist eine polnische Black- und Thrash-Metal-Band aus Zielona Góra, die im Jahr 1996 gegründet wurde.

## Geschichte

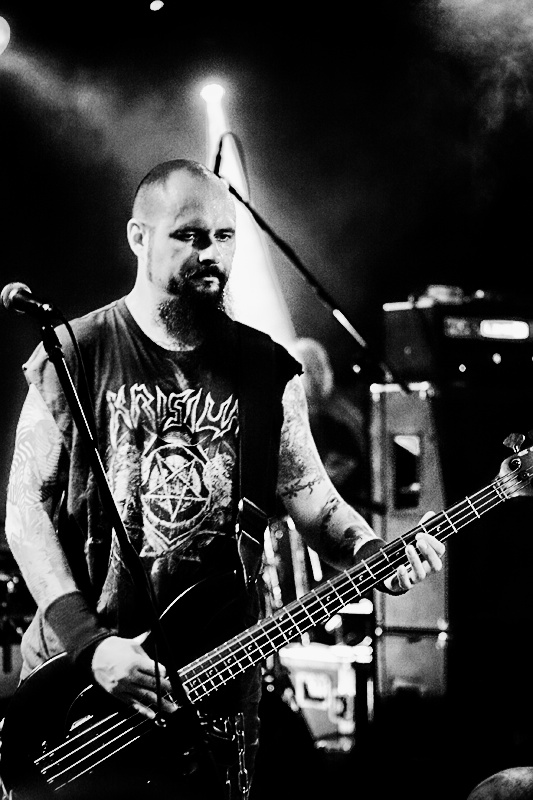
Rejekim im Breslauer Club Firlej am 6. September 2011

Die Band wurde in der Walpurgisnacht 1996 von den ehemaligen Profanum-Mitgliedern Krzysztof „Geryon“ Włodarski (E-Gitarre, Gesang) und Tomasz „Reyash“ Rejek (E-Bass, Gesang) gegründet. Ergänzt wurde die Besetzung durch den Schlagzeuger Witold „Vitold“ Domański. Noch im selben Jahr nahm die Band ein erstes Demo unter dem Namen Thrash ör Die! auf. Ein Jahr später schloss sich ein zweites namens No Peace at All an. Ein Lied hiervon wurde für den Sampler Sounds of the Apocalypse Vol. 1 von Pagan Records verwendet. Daraufhin äußerten verschiedenen Labels wie Head Not Found und Merciless Records ihr Interesse. 1999 unterzeichnete die Gruppe einen Plattenvertrag bei Pagan Records, worüber im Jahr 2000 das Debütalbum Violence & Blasphemy erschien, das aus 14 eigenen Liedern und der Coverversion eines Blasphemy-Liedes besteht. Nach der Veröffentlichung wurden Rejek und Domański durch den Bassisten Shymon und den Schlagzeuger Zbigniew Robert „Inferno“ Promiński (Behemoth) ersetzt. Den Gesang übernahm Sebastian „Bastis“ Grochowiak. Nach dem Spielen mehrerer Konzerte, begab sich die Band ins Studio, um das Album Masochistic Devil Worship aufzunehmen. Aufgrund unglücklicher Umstände konnten die Aufnahmen allerdings nicht beendet werden, sodass keine der Aufnahmen bei der späteren Veröffentlichung verwendet wurden. Stattdessen begab sich die Gruppe in das Hertz Recording Studio und nahm das Album innerhalb von drei Tagen auf. Das Album wurde im Mai 2002 veröffentlicht und enthält unter anderem Coverversionen von Sarcófagos Satanic Lust und Sodoms Blasphemer. Im selben Jahr ging es mit Deströyer 666 und Howitzer auf Tour und war dabei das erste Mal in West-Europa live zu sehen. Aufgrund von Streitigkeiten mit den anderen Mitgliedern verließ Shymon die Band. Bei der folgenden Tour übernahm Marek „Necrosodom“ Lechowski von Anima Damnata den Bass. Danach kehrte Rejek zur Besetzung zurück. 2003 erschien das 1997er Demo als EP unter dem Namen Sex, Drugs & Satan bei Maleficium Records und hatte eine Auflage von 333 Stück. Eine weitere Auflage von nur 33 Stück enthielt eine kostenlose Lederpeitsche. Ende 2003 begannen die Aufnahmen zum dritten, selbstbetitelten Album. Dieses erschien im Jahr 2004 bei Agonia Records. Bei demselben Label und im selben Jahr erschien die Split-Veröffentlichung Hater of Fucking Humans / Blood Bondage Flagellation mit Adorior. Die Veröffentlichung war ursprünglich bei dem französischen Label Circle of the Tyrants Records mit einer Auflage von 666 Stück geplant gewesen. Kurz nach der Veröffentlichung des Albums ging es mit Axis of Advance auf Tour durch die Niederlande, Deutschland, Belgien und Slowenien, bei der der Anima-Damnata-Schlagzeuger Łukasz „Necrolucas“ Boguszewicz aushalf. Im September 2004 wurden zudem Auftritte mit Atomizer und Impiety in Europa abgehalten. Da Promiński zu sehr in Behemoth involviert war, wurde er durch Sebastian „Bastek“ Łuszczek (ex-Devilyn, ex-Hell-Born) ersetzt. Daraufhin nahm die Band sechs Lieder für die EP Sex Drugs & Natural Selection (2009) und das Album Trücizna (2009) auf. Im Jahr 2008 war die Gruppe in Polen, Deutschland und Großbritannien live aktiv gewesen. Nach den Aufnahmen ging es mit Bulldozer auf Tour. Im Jahr 2009 war die Band unter anderem in Gießen auf dem Festival Kings of Black Metal zu sehen, an dem auch Watain, Mayhem, Dark Funeral, Necrophobic, Taake, Necros Christos, Hellsaw und Mathyr teilnahmen. Auf der anschließenden EP Śmierć (2012) ist Łuszczek zum letzten Mal am Schlagzeug zu hören. 2013 kehrte Promiński zur Band als Schlagzeuger zurück und übernahm auf dem folgenden Album Antichristus Ex Utero auch die E-Gitarre.

## Stil

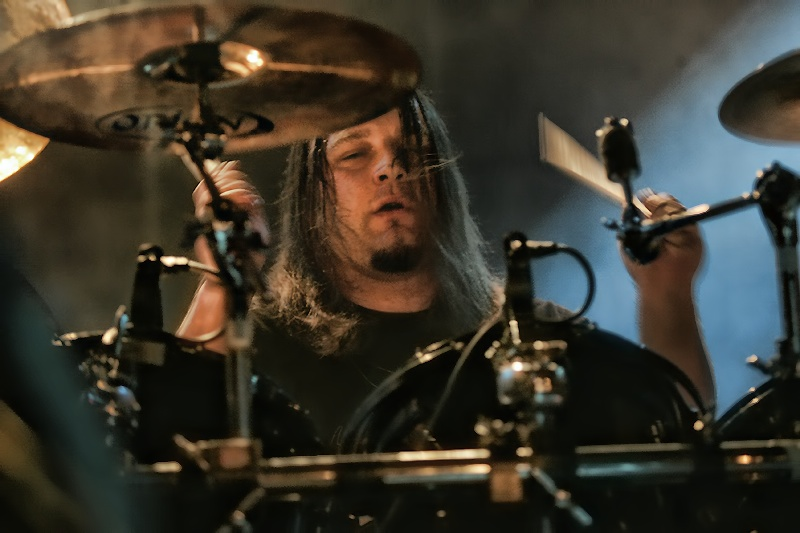
Zalewski im Breslauer Club Firlej am 6. September 2011

Laut paganrecords.com.pl nennt die Gruppe ihre Musik „Satanic Metal Slaughter“ und kombiniere Black-, Thrash-, Speed- und Death-Metal. Robert Müller vom Metal Hammer schrieb über Trücizna, dass die Band hierauf weiterhin Punk-beeinflussten Black-Thrash-Metal der 1980er Jahre spielt, die einzige Veränderung zeige sich in den Texten. Diese würden jetzt nicht mehr davon handeln, „in welche (nicht zwingend menschliche) Öffnung der nächste Schuss Sperma gesetzt werden soll“, sondern von der Road to Treblinka und anderen Untergangsszenarien. Das Album sei mit Sodoms Obsessed by Cruelty vergleichbar.

## Diskografie
- 1996: Thrash ör Die! (Demo, Eigenveröffentlichung)
- 1997: No Peace at All (Demo, Eigenveröffentlichung)
- 1999: Violence & Blasphemy (Album, Pagan Records)
- 2002: Masochistic Devil Worship (Album, Pagan Records)
- 2003: Satanikk Metal (Kompilation, Time Before Time Records)
- 2003: Sex, Drugs & Satan (EP, Maleficium Records)
- 2004: Hater of Fucking Humans / Blood Bondage Flagellation (Split mit Adorior, Agonia Records)
- 2004: Witchmaster (Album, Agonia Records)
- 2009: Trücizna (Album, Agonia Records)
- 2009: Sex Drugs & Natural Selection (EP, Iron, Blood & Death Corporation)
- 2009: No Peace at All – Thrash ör Die! (Kompilation, Time Before Time Records)
- 2012: Śmierć (EP, Witching Hour Productions)
- 2014: Antichristus Ex Utero (Album, Osmose Productions)
- 2022: Kaźń  (Album, Agonia Records)